# Sanche d'Aragon (1250-1275)
Pour les articles homonymes, voir Sanche d'Aragon.
 (novembre 2016).
Sanche d'Aragon, né en 1250 à Saragosse et mort en 1275 à Martos est un prince d'Aragon, fils cadet du roi Jacques d'Aragon, devenu religieux de l'ordre de la Merci et considéré comme bienheureux par l'Église catholique.

## Biographie
Il est le fils du roi d'Aragon, Jacques le Conquérant (1208-1276), et de sa seconde épouse, Yolande de Hongrie (1216-1251), qui meurt lorsqu'il est en bas âge. Son père, qui participe à la Reconquête, est le protecteur de l'ordre de la Merci (fondé par saint Pierre Nolasque) qui rachète les esclaves chrétiens aux musulmans. Sanche a pour précepteur le bienheureux Pierre Pascal (1227-1300), lui-même mercédaire. Finalement il entre aussi chez les mercédaires. Il est nommé encore adolescent abbé de Belchite dont les bénéfices sont importants et à l'âge de seize ans, archevêque de Tolède, charge qu'il conserve jusqu'à sa mort à l'âge de vingt-cinq ans. Son père assiste à son intronisation à la cathédrale en 1268.
C'est saint Pierre Nolasque qui donne lui-même l'habit de mercédaire au jeune prince avec l'appui de son père le roi Jacques. Celui-ci a l'intention de s'appuyer sur l'ordre dans la pacification des populations reconquises aux Maures. Mais lorsque les troupes des Mérinides venues du Maroc et commandées par Abou Youssouf Yakoub viennent défendre Grenade assiégée par Jacques, Sanche lève des milices communales et appelle des chevaliers à la rescousse de son père. Finalement les Aragonais sont vaincus par le califat de Grenade, son fils Sanche est fait prisonnier à Martos par les musulmans mérinides et nasrides, puis torturé, la main droite portant l'anneau épiscopal est tranchée et il est égorgé. Le jour suivant, les troupes de Don Lope Diaz récupèrent son corps.
Son martyre est aussitôt considéré comme celui d'un bienheureux par la vox populi. L'ordre fête sa mémoire le 21 octobre.
Son corps repose d'abord à la chapelle de la Sainte-Croix de la cathédrale de Tolède. On retrouve sa tombe en 1503 au cours de travaux de démolition de la chapelle pour la construction du presbytère avec l'épitaphe Sanctius hesperiae primas, ego regia proles aragonum... La tombe est ouverte et la dépouille de l'infant aragonais est apparue revêtue de la chasuble pontificale et de la mitre avec une rosette et de divers ornements recouverts de pierres précieuses. Les corps royaux de la maison d'Aragon sont inhumés dans la salle funéraire du presbytère de la cathédrale.